# (73538) 2003 OD15
(73538) 2003 OD15 – planetoida z pasa głównego asteroid okrążająca Słońce w ciągu 5,53 lat w średniej odległości 3,13 j.a. Odkryta 22 lipca 2003 roku.